# Pallavolo Città di Castello
La Pallavolo Città di Castello è una società pallavolistica maschile italiana con sede a Città di Castello: milita nel campionato di Serie B.

## Storia

La Ingram Città di Castello al debutto in massima serie nella stagione 1991-92

Sorto già nel 1972, il G.S. Città di Castello raggiunse per la prima volta la Serie B nel 1983. Sponsorizzato dal Famila di Lorenzo Camilletti, giocò il suo primo campionato di A2 nel corso della stagione 1987-88.
Particolarmente importante per la squadra fu la stagione 1990-91. In quell'anno il club, ancora militante in A2 e sponsorizzato dalla Soliman, sovvertì i pronostici e approdò alla final four di Coppa Italia, a Mestre, dove fu eliminato in semifinale dalla Mediolanum Milano (1-3). Nella stessa stagione, bruciando sul traguardo Brondi Asti e Jockey Schio, conquistò il quarto posto in A2, ottenendo la promozione in Serie A1.
La permanenza in massima serie, con la sponsorizzazione Ingram, durò una sola stagione (1991-92). Dopo la retrocessione, il club militò in A2 fino al ritorno in B1 (1993-94). Per problemi economici, nel 1997 fu costretto a smobilitare e a ripartire dalla Serie D.
La squadra fu nuovamente promossa in A2 dopo quattordici anni, vincendo con autorità il campionato di B1 2007-08 come Gherardi Cartoedit Tratos. In seguito all'immediata retrocessione (2008-09), acquisì il titolo sportivo della rinunciataria Anaune di Cles, iscrivendosi nuovamente alla seconda serie nazionale nella stagione 2009-10. Conclusa al nono posto la regular season, Città di Castello disputò i play-off dove venne sconfitto dalla Pallavolo Padova negli ottavi di finale.
La stagione regolare 2010-2011 vide i tifernati chiudere al quarto posto; ai play-off, la Gherardi Cartoedit Svi, complici anche gli infortuni di Němec, Orduna e Marini, venne eliminata nelle semifinali dalla Ngm Mobile Lupi Santa Croce. Identico percorso nel campionato successivo, con regular season conclusa in quarta posizione ed eliminazione dai play-off, stavolta per mano della Pallavolo Molfetta, nelle semifinali, giocate senza Noda e Lehtonen impegnati con le rispettive nazionali.
La promozione in Serie A1 arriva nel campionato 2012-2013, dopo ventidue anni dall'unico precedente: la squadra biancorossa vince infatti il campionato di A2 con quattro giornate di anticipo rispetto alla conclusione della stagione regolare. Tale traguardo viene dedicato dalla squadra al capo-tifoso Andrea Ioan, figlio del presidente Arveno, prematuramente scomparso nel 2011 e al quale è intitolato, dal 20 marzo dello stesso anno, il palasport cittadino.
Nell'estate 2013 la Pallavolo Città di Castello rileva le quote societarie dell'Altotevere Volley di San Giustino, città dove la squadra disputa le partite interne, per poi cambiare nuovamente palazzetto a partire dalla stagione 2014-15, quando si sposta a Sansepolcro.
Dopo aver deciso di rinunciare alla partecipazione della Serie A1, nella stagione 2015-16 la società riparte della Serie B2.